# Northern Ireland Open
Northern Ireland Open är en professionell rankingturnering i snooker som spelas i Nordirland. 
Turneringen tillkom som en fullvärdig rankingturnering säsongen 2016/2017 som en del av Home Series, en serie tävlingar i England, Skottland, Wales och Nordirland.

## Vinnare
| År   | Vinnare       | Motståndare       | Resultat | Säsong  |
| ---- | ------------- | ----------------- | -------- | ------- |
| 2016 | Mark King     | Barry Hawkins     | 9 – 8    | 2016/17 |
| 2017 | Mark Williams | Yan Bingtao       | 9 – 8    | 2017/18 |
| 2018 | Judd Trump    | Ronnie O'Sullivan | 9 – 7    | 2018/19 |
| 2019 | Judd Trump    | Ronnie O'Sullivan | 9 – 7    | 2019/20 |
| 2020 | Judd Trump    | Ronnie O'Sullivan | 9 – 7    | 2020/21 |
| 2021 | Mark Allen    | John Higgins      | 9 – 8    | 2021/22 |
| 2022 | Mark Allen    | Zhou Yuelong      | 9 – 4    | 2022/23 |
| 2023 | Judd Trump    | Chris Wakelin     | 9 – 3    | 2023/24 |